# Governo Vanhanen II
Il Governo Vanhanen II (19 aprile 2007 - 2010) è il settantesimo governo della Finlandia, nominato dal Presidente Tarja Halonen.
Guidato dal Primo ministro Matti Vanhanen (Kesk.), 16 ministeri su 20 sono guidati dal Partito di Centro Finlandese e dal Partito di Coalizione Nazionale, mentre la Lega Verde (Vihr.) e il Partito Popolare Svedese di Finlandia (RKP) gestiscono i rimanenti ministeri.

## Ministeri
Il Governo Vanhanen II è composto da 12 donne e 8 uomini, diventando il primo gabinetto nella storia finlandese con la maggioranza di sesso femminile. Risulta essere anche il gabinetto con il più alto numero di ministeri.
Il Cancelliere di giustizia ex officio, è un membro, senza diritto di voto, del Consiglio di Stato.
| Posizione                                                     | Ministero            | Partito                         |
| ------------------------------------------------------------- | -------------------- | ------------------------------- |
| Primo Ministro                                                | Matti Vanhanen       | Partito di Centro               |
| Ministero delle finanze, Vice Primo Ministro                  | Jyrki Katainen       | Partito di Coalizione Nazionale |
| Ministero degli affari esteri                                 | Alexander Stubb      | Partito di Coalizione Nazionale |
| Ministero per il Commercio Estero e lo Sviluppo               | Paavo Väyrynen       | Partito di Centro               |
| Ministero della Giustizia                                     | Tuija Brax           | Lega Verde                      |
| Ministero degli Interni                                       | Anne Holmlund        | Partito di Coalizione Nazionale |
| Ministero dell'Immigrazione e degli Affari Europei            | Astrid Thors         | Partito Popolare Svedese        |
| Ministero della Difesa                                        | Jyri Häkämies        | Partito di Coalizione Nazionale |
| Ministero della Pubblica Amministrazione e del Governo Locale | Mari Kiviniemi       | Partito di Centro               |
| Ministero dell'Educazione                                     | Henna Virkkunen      | Partito di Coalizione Nazionale |
| Ministero Della Cultura e dello Sport                         | Stefan Wallin        | Partito Popolare Svedese        |
| Ministero delle Politiche Agricole e Forestali                | Sirkka-Liisa Anttila | Partito di Centro               |
| Ministero dei Trasporto                                       | Anu Vehviläinen      | Partito di Centro               |
| Ministero delle Comunicazioni                                 | Suvi Lindén          | Partito di Coalizione Nazionale |
| Ministero del Commercio e dell'Industria                      | Mauri Pekkarinen     | Partito di Centro               |
| Ministero degli Affari Sociali e della Sanità                 | Liisa Hyssälä        | Partito di Centro               |
| Ministero della Sanità e Servizi Sociali                      | Paula Risikko        | Partito di Coalizione Nazionale |
| Ministero del Lavoro                                          | Anni Sinnemäki       | Lega Verde                      |
| Ministero dell'Ambiente                                       | Paula Lehtomäki      | Partito di Centro               |
| Ministero dell'Abitazioni                                     | Jan Vapaavuori       | Partito di Coalizione Nazionale |